# Schotten (Stadt)
Schotten ist eine Kleinstadt und ein Luftkurort im mittelhessischen Vogelsbergkreis. Die nächsten größeren Städte sind Alsfeld im Norden, Fulda im Osten, Bad Nauheim im Südwesten und Gießen im Westen.

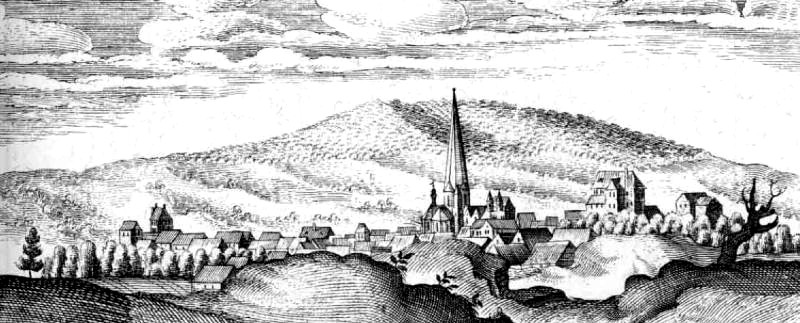
Schotten – Topographia Hassiae, Matthäus Merian 1655

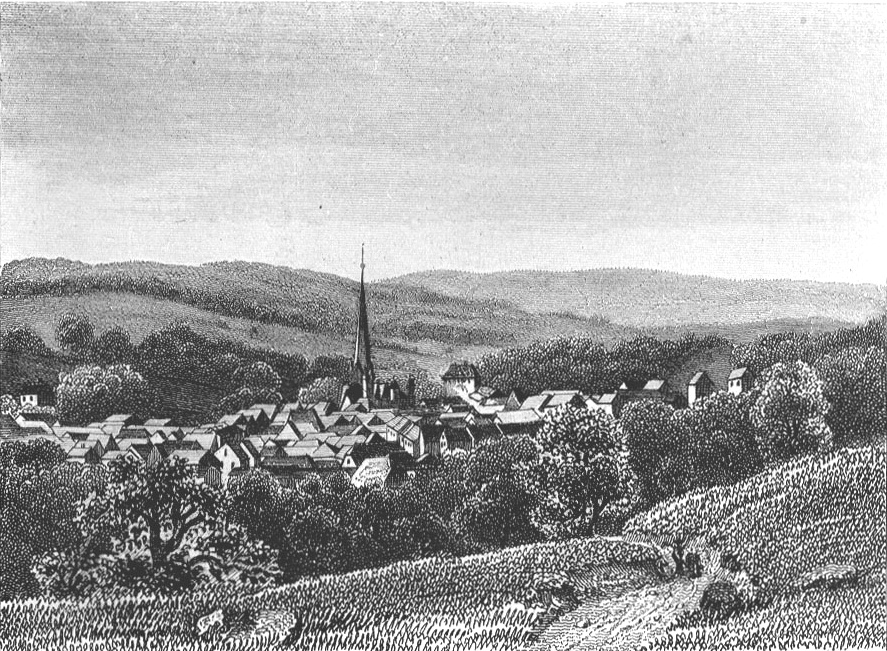
Schotten 1849

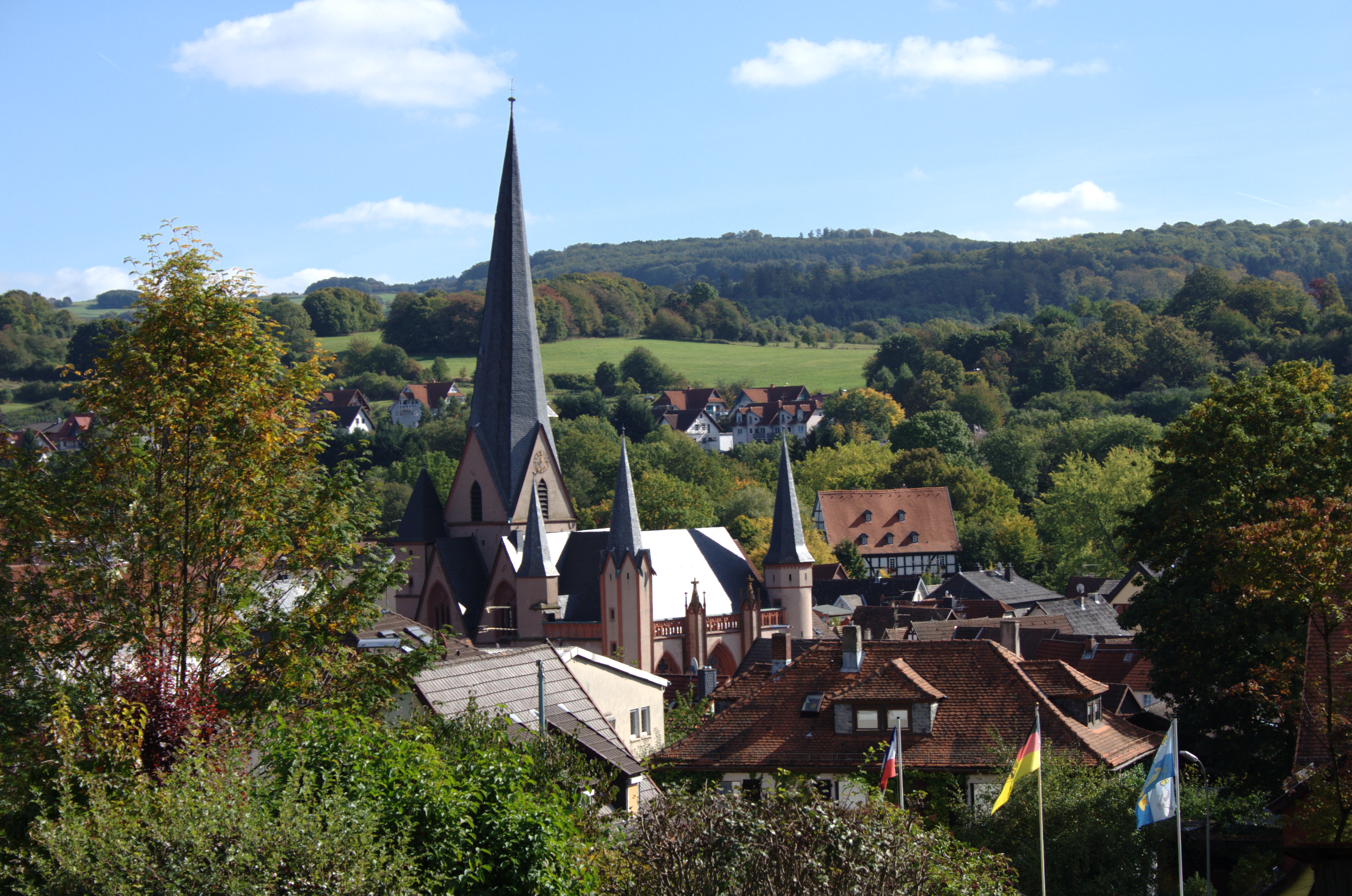
Altstadt mit Liebfrauenkirche

## Geographie

### Geographische Lage
Der staatlich anerkannte Luftkurort liegt in 168 bis 773 Meter Höhe am Westhang des Vogelsbergs. Zum Stadtgebiet gehören Hoherodskopf (764 m) und Taufstein (773 m), die zwei höchsten Erhebungen des Naturparks Vulkanregion Vogelsberg. Schotten ist Fremdenverkehrsort, ausgezeichnet durch Schneesicherheit im Winter und Wandermöglichkeiten im Sommer in ausgedehnten Wäldern. Auch Wassersport ist auf dem nahen Niddastausee möglich.
Im äußersten Nordosten des Stadtgebietes befinden sich die Forellenteiche, Niddaquelle, Landgrafenborn, Goldwiese, Geiselstein (Vogelsberg)  und das Hochmoor, beliebte Ziele für Wanderer.

### Nachbargemeinden
Schotten grenzt im Norden an die Stadt Ulrichstein, im Nordosten an die Stadt Herbstein, im Osten an die Gemeinde Grebenhain, im Süden an die Stadt Gedern und die Gemeinde Hirzenhain, beide Wetteraukreis, sowie im Westen an die Stadt Nidda (Wetteraukreis) und die Stadt Laubach (Landkreis Gießen).

### Stadtgliederung
Zur Großgemeinde Schotten gehören neben der Kernstadt Schotten die Ortsteile Betzenrod, Breungeshain, Burkhards, Busenborn, Eichelsachsen, Einartshausen, Eschenrod, Götzen, Kaulstoß, Michelbach, Rainrod, Rudingshain, Sichenhausen und Wingershausen.

## Geschichte

### Frühgeschichte
Archäologische Funde aus dem Schottener Raum reichen zurück bis in die Jungsteinzeit. Aus vorgeschichtlicher Zeit künden mehrere Hügelgräber sowie die Ringwälle „Alteburg“ und „Wildhauskopf“ bei Eschenrod mit unbekannter exakterer Zeitstellung. Ein großes Kugelgefäß aus der Hallstattzeit wurde in den 1960er Jahren im Bereich des heutigen Freibads ergraben und befindet sich inzwischen im Vogelsberger Heimatmuseum in Schotten.

### Mittelalter
Eine „ecclesia in Buchonia“ wird am 21. Juni 778 urkundlich erwähnt. Der Abt Beatus von Honau schenkte den iroschottischen Mönchen seines Klosters des Klosters Honau bei Straßburg acht Kirchen. Die Lage dieser Kirche „in Buchonia“ im heutigen Schotten gilt als gesichert. Es waren insgesamt sieben Eigenkirchen in Oberhessen und eine in Mainz.
Die Gründung der Siedlung steht in Zusammenhang mit der beginnenden Rodungsperiode des 8. Jahrhunderts. Schotten liegt an einer alten Fernstraße, die entlang der Nidda über den Vogelsberg zog. Dem Schutz dieser Straße und vermutlich auch der ersten Siedlung in Schotten diente die Alteburg, eine vermutlich um 1000 entstandene Turmburg im heutigen Alteburgpark (heute von Fachwerkbau überformt). Die Erbauer dieser Anlage sind nicht bekannt, möglich wäre eine Errichtung durch die Grafen von Nidda.
Die erste Schottener Kirche gilt als Gründung iro-schottischer Mönche. Am 27. September 1293 wird ein „plebanus in Scotis“ erwähnt. Die große gotische Liebfrauenkirche wurde im 14. Jahrhundert gebaut und war für einige Jahrzehnte eine populäre Wallfahrtskirche, die vermutlich an einer der Routen des Jakobsweges lag.
Im späten Mittelalter gehörte Schotten den Geschlechtern der Eppsteiner und Trimberger. Der Rheinische Städtebund nahm 1382 bei einer Fehde mit Angehörigen dieser Rittergeschlechter, die als Raubritter tätig waren, die Stadt ein und zerstörte sowohl die Stadtbefestigung als auch das Eppsteiner Schloss und vermutlich auch die Alteburg. Ab 1403 gehörte Schotten den hessischen Landgrafen. In dieser Zeit wurde auch das zuvor zerstörte Eppsteiner Schloss erneuert.

### Neuzeit
Die Statistisch-topographisch-historische Beschreibung des Großherzogthums Hessen berichtet 1830 über Schotten:

„Schotten (L. Bez. gl. N.) Stadt; liegt an der Nidda, in einem Thale und am Fuße des Vogelsbergs, 1044 Hess. (803 Par.) Fuß über der Meeresfläche, so wie 8 St. südöstlich von Giessen. Man findet 351 Häuser und 2055 Einwohner, die außer 127 Juden evangelisch sind, so wie eine schöne Kirche mit einem hohen Thurm, 1 Schloß, 1 Forsthaus, die Kiliansherberg genannt, und 9 Mühlen, unter welchen sich 2 Walkmühlen befinden. Das Schloß, worin der Landrichter wohnt, ist ein schönes Gebäude, das von einem Wall umgeben ist, der als Garten benutzt wird. Schotten ist der Sitz des Landraths, des Landgerichts, des Rentamts und des SteuerCommissärs. Die Stadt hat 97 Tuchmacher, 20 Leineweber, 15 Strumpfweber, 4 Tuchbereiter, 4 Färber, 54 Metzger, 15 Schuhmacher, 8 Rothgerber, 2 Sattler, 3 Hutmacher, 28 Bäcker, 10 Schneider, 11 Maurer, 3 Steindecker, 6 Schreiner, 3 Küfer, 2 Drechsler, 1 Knopfmacher, 4 Glaser, 3 Schlosser, 1 Apotheke etc. Die Metzger bereiten sehr gute Cervelatwürste und treiben damit einen beträchtlichen Handel, der meist in die preussischen Staaten geführt wird. Jeden Montag wird ein Viehmarkt gehalten. – Ein Udo aus dem Conradinischen Hause war Bischof in Straßburg, und starb 965. Das Bisthum Straßburg gelangte durch ihn zu wetterauischen Besitzungen, und Schotten erscheint als ein Lehen dieses Bisthums. Es darf daher vermuthet werden, daß Schotten durch diesen Udo an Straßburg gekommen, und dann später an das Büdingische Haus vergeben wurde. Bei den Herrn von Breuberg findet sich Schotten als ein Lehen des Bisthums Straßburg, und 1310 gab Bischof Johann von Straßburg seine lehensherrliche Einwilligung, daß Eberhard von Breuberg, seine Gemahlin Mechtilde von Waldeck, auf Schotten bewitthume. Im Jahr 1335 war das Gericht Schotten von Conrad von Trimberg an Hermann von Lißberg versetzt, und 1345 wurde Schotten, das an Waldeck um 800 Pfund Heller verpfändet war, von Luckarde von Eppenstein, eine Erbtochter Eberhards von Breuberg eingelößt. Nach dem Ausgang der Breuberger kam Schotten an Conrad von Trimberg und die von Eppenstein, die es gemeinschaftlich besassen. Carl IV. verlieh, 1354, Conraden von Trimberg, für sein Dorf genannt Schotten, alle Freiheiten, Rechte und Gewohnheiten der Stadt Friedberg, und 1356 verstattete er ihm und Gottfrieden von Eppenstein, aus ihrem gemeinen Dorf zu Schotten zu machen einen Markt und eine Stadt, und diese zu bevestigen, daselbst jede Woche einen Wochenmarkt zu halten, und gab ihnen dazu Galgen und alle Gerichte, und allen Leuten und Bürgern, die daselbst wohnhaft und seßhaft, alle Freiheit, Recht und gute Genvehnheit der Stadt und Bürger von Frankfurt. Die Herrn von Trimberg versetzten 1364 ihren Antheil an Schotten an die Schenke von Schweinsberg, um 1550 florentiner Gulden. Die Herrn von Eppenstein besassen 1377 ihren Antheil noch. Die Kirche, welche dem Erzengel Michael geweiht war, kommt 1330 zuerst urkundlich vor. Zu dieser Zeit bestand auch zu Schotten noch eine Kapelle, die der heil. Jungfrau geweiht war, und im Rufe stand, daß dort viele Wunder geschehen. Im 14. Jahrhundert waren die Kirchen zu Rüdingshain und Rainrod Tochterkirchen der von Schotten.“

### Eingemeindungen
Im Zuge der Gebietsreform in Hessen wurden zum 1. Dezember 1970 die bis dahin selbstständigen Gemeinden Breungeshain, Busenborn, Eichelsachsen, Eschenrod, Götzen, Michelbach, Rainrod und Rudingshain auf freiwilliger Basis eingegliedert. Am 31. Dezember 1971 kamen Betzenrod und Wingershausen ebenfalls freiwillig hinzu. Einartshausen folgte am 1. April 1972. Schließlich wurden durch Landesgesetz die ehemaligen Gemeinden und nunmehr Ortsteile Burkhards, Kaulstoß und Sichenhausen der Stadt Gedern am 1. August 1972 nach Schotten umgegliedert. Für die eingegliederten Gemeinden sowie die Kernstadt Schotten wurde je ein Ortsbezirk errichtet.

### Verwaltungsgeschichte im Überblick
Die folgende Liste zeigt die Staaten und Verwaltungseinheiten, denen Schotten angehört(e):
- vor 1567: Heiliges Römisches Reich, Landgrafschaft Hessen, Amt Schotten
- ab 1567: Heiliges Römisches Reich, Landgrafschaft Hessen, Amt Schotten (Söhne der Margarethe von der Saale)[14]
- ab 1584: Heiliges Römisches Reich, Landgrafschaft Hessen-Darmstadt, Amt Schotten[15]
- 1787: Heiliges Römisches Reich, Landgrafschaft Hessen-Darmstadt, Oberfürstentum Hessen, Amt Schotten[16]
- ab 1806: Großherzogtum Hessen,[Anm. 2] Fürstentum Oberhessen, Amt Schotten und Stornfels[17][18]
- ab 1815: Großherzogtum Hessen, Provinz Oberhessen, Amt Schotten und Stornfels[19]
- ab 1821: Großherzogtum Hessen, Provinz Oberhessen, Landratsbezirk Schotten[20][Anm. 3]
- ab 1832: Großherzogtum Hessen, Provinz Oberhessen, Kreis Nidda
- ab 1838: Großherzogtum Hessen, Provinz Oberhessen, Kreis Grünberg
- ab 1848: Großherzogtum Hessen, Regierungsbezirk Nidda
- ab 1852: Großherzogtum Hessen, Provinz Oberhessen, Kreis Schotten
- ab 1867: Norddeutscher Bund, Großherzogtum Hessen, Provinz Oberhessen, Kreis Schotten
- ab 1871: Deutsches Reich, Großherzogtum Hessen, Provinz Oberhessen, Kreis Schotten
- ab 1918: Deutsches Reich, Volksstaat Hessen, Provinz Oberhessen, Kreis Schotten
- ab 1938: Deutsches Reich, Volksstaat Hessen, Landkreis Büdingen[21][Anm. 4]
- ab 1945: Deutsches Reich, Amerikanische Besatzungszone,[Anm. 5] Groß-Hessen, Regierungsbezirk Darmstadt, Landkreis Büdingen
- ab 1946: Deutsches Reich, Amerikanische Besatzungszone, Hessen, Regierungsbezirk Darmstadt, Landkreis Büdingen
- ab 1949: Bundesrepublik Deutschland, Hessen, Regierungsbezirk Darmstadt, Landkreis Büdingen
- ab 1972: Bundesrepublik Deutschland, Hessen, Regierungsbezirk Darmstadt, Vogelsbergkreis
- ab 1981: Bundesrepublik Deutschland, Hessen, Regierungsbezirk Gießen, Vogelsbergkreis

### Gerichte seit 1803
In der Landgrafschaft Hessen-Darmstadt wurde mit Ausführungsverordnung vom 9. Dezember 1803 das Gerichtswesen neu organisiert. Für das Fürstentum Oberhessen (ab 1815 Provinz Oberhessen) wurde das „Hofgericht Gießen“ eingerichtet. Es war für normale bürgerliche Streitsachen Gericht der zweiten Instanz, für standesherrliche Familienrechtssachen und Kriminalfälle die erste Instanz. Übergeordnet war das Oberappellationsgericht Darmstadt. Die Rechtsprechung der ersten Instanz wurde durch die Ämter bzw. Standesherren vorgenommen und somit war für Schotten das Amt Schotten zuständig. Nach der Gründung des Großherzogtums Hessen im Jahr 1806 wurden die Aufgaben der ersten Instanz 1821–1822 im Rahmen der Trennung von Rechtsprechung und Verwaltung auf die neu geschaffenen Land- bzw. Stadtgerichte übertragen. Schotten fiel in den Gerichtsbezirk des „Landgerichts Schotten“.
Anlässlich der Einführung des Gerichtsverfassungsgesetzes mit Wirkung vom 1. Oktober 1879, infolge derer die bisherigen großherzoglichen Landgerichte durch Amtsgerichte an gleicher Stelle ersetzt wurden, während die neu geschaffenen Landgerichte nun als Obergerichte fungierten, kam es zur Umbenennung in „Amtsgericht Schotten“ und Zuteilung zum Bezirk des Landgerichts Gießen.
Mit Wirkung zum 1. Juli 1968 erfolgte die Auflösung des Amtsgerichts Schotten und Schotten kam zum Gerichtsbezirk des Amtsgerichts Nidda. Zum 1. Januar 2012 wurde auch das Amtsgericht Nidda gemäß Beschluss des hessischen Landtags aufgelöst. und Schotten dem Amtsgericht Büdingen zugeteilt.

## Bevölkerung

### Einwohnerstruktur 2011
Nach den Erhebungen des Zensus 2011 lebten am Stichtag, dem 9. Mai 2011, in Schotten 10.366 Einwohner. Darunter waren 314 (3,0 %) Ausländer, von denen 102 aus dem EU-Ausland, 112 aus anderen europäischen Ländern und 100 aus anderen Staaten kamen. Von den deutschen Einwohnern hatten 14,3 % einen Migrationshintergrund. (Bis zum Jahr 2020 erhöhte sich die Ausländerquote auf 4,8 %.) Nach dem Lebensalter waren 1560 Einwohner unter 18 Jahren, 4073 zwischen 18 und 49, 2461 zwischen 50 und 64 und 2277 Einwohner waren älter. Die Einwohner lebten in 4.489 Haushalten. Davon waren 1.356 Singlehaushalte, 1.413 Paare ohne Kinder und 1.215 Paare mit Kindern sowie 389 Alleinerziehende und 116 Wohngemeinschaften.  In 1031 Haushalten lebten ausschließlich Senioren und in 2907 Haushaltungen lebten keine Senioren.

### Einwohnerentwicklung
Die folgenden Zahlen beziehen sich auf die Kernstadt Schotten:
| • 1806: | 1632 Einwohner, 310 Häuser           |
| • 1829: | 2005 Einwohner, 351 Häuser           |
| • 1867: | 2048 Einwohner, 345 bewohnte Gebäude |
| • 1875: | 1951 Einwohner, 334 bewohnte Gebäude |

| Schotten (Kernstadt): Einwohnerzahlen von 1791 bis 2020 | Schotten (Kernstadt): Einwohnerzahlen von 1791 bis 2020 | Schotten (Kernstadt): Einwohnerzahlen von 1791 bis 2020 | Schotten (Kernstadt): Einwohnerzahlen von 1791 bis 2020 | Schotten (Kernstadt): Einwohnerzahlen von 1791 bis 2020 |
| --- | ------------------------------------------------------- | ------------------------------------------------------- | ------------------------------------------------------- | ------------------------------------------------------- |
| Jahr |                                                         |                                                         |                                                         | Einwohner                                               |
| 1791 | 1791                                                    |                                                         | 1.500                                                   | 1.500                                                   |
| 1800 | 1800                                                    |                                                         | 1.518                                                   | 1.518                                                   |
| 1806 | 1806                                                    |                                                         | 1.632                                                   | 1.632                                                   |
| 1829 | 1829                                                    |                                                         | 2.005                                                   | 2.005                                                   |
| 1834 | 1834                                                    |                                                         | 1.978                                                   | 1.978                                                   |
| 1840 | 1840                                                    |                                                         | 2.049                                                   | 2.049                                                   |
| 1846 | 1846                                                    |                                                         | 2.202                                                   | 2.202                                                   |
| 1852 | 1852                                                    |                                                         | 2.413                                                   | 2.413                                                   |
| 1858 | 1858                                                    |                                                         | 2.326                                                   | 2.326                                                   |
| 1864 | 1864                                                    |                                                         | 2.129                                                   | 2.129                                                   |
| 1871 | 1871                                                    |                                                         | 2.012                                                   | 2.012                                                   |
| 1875 | 1875                                                    |                                                         | 1.951                                                   | 1.951                                                   |
| 1885 | 1885                                                    |                                                         | 2.010                                                   | 2.010                                                   |
| 1895 | 1895                                                    |                                                         | 1.940                                                   | 1.940                                                   |
| 1905 | 1905                                                    |                                                         | 2.099                                                   | 2.099                                                   |
| 1910 | 1910                                                    |                                                         | 2.204                                                   | 2.204                                                   |
| 1925 | 1925                                                    |                                                         | 2.381                                                   | 2.381                                                   |
| 1939 | 1939                                                    |                                                         | 2.332                                                   | 2.332                                                   |
| 1946 | 1946                                                    |                                                         | 3.598                                                   | 3.598                                                   |
| 1950 | 1950                                                    |                                                         | 3.611                                                   | 3.611                                                   |
| 1956 | 1956                                                    |                                                         | 3.434                                                   | 3.434                                                   |
| 1961 | 1961                                                    |                                                         | 3.659                                                   | 3.659                                                   |
| 1967 | 1967                                                    |                                                         | 3.701                                                   | 3.701                                                   |
| 1970 | 1970                                                    |                                                         | 3.710                                                   | 3.710                                                   |
| 2004 | 2004                                                    |                                                         | 4.291                                                   | 4.291                                                   |
| 2010 | 2010                                                    |                                                         | 4.096                                                   | 4.096                                                   |
| 2015 | 2015                                                    |                                                         | 4.055                                                   | 4.055                                                   |
| 2020 | 2020                                                    |                                                         | 4.136                                                   | 4.136                                                   |
| Datenquelle: Historisches Gemeindeverzeichnis für Hessen: Die Bevölkerung der Gemeinden 1834 bis 1967. Wiesbaden: Hessisches Statistisches Landesamt, 1968. Weitere Quellen: ; 1791:; nach 2000: |                                                         |                                                         |                                                         |                                                         |

Für die Stadtgemeinde ergibt sich mit den ab 1970 eingegliederten Orten folgendes Bild:
| Schotten: Einwohnerzahlen von 1791 bis 2020 | Schotten: Einwohnerzahlen von 1791 bis 2020 | Schotten: Einwohnerzahlen von 1791 bis 2020 | Schotten: Einwohnerzahlen von 1791 bis 2020 | Schotten: Einwohnerzahlen von 1791 bis 2020 |
| --- | ------------------------------------------- | ------------------------------------------- | ------------------------------------------- | ------------------------------------------- |
| Jahr |                                             |                                             |                                             | Einwohner                                   |
| 1791 | 1791                                        |                                             | 1.500                                       | 1.500                                       |
| 1800 | 1800                                        |                                             | 1.518                                       | 1.518                                       |
| 1806 | 1806                                        |                                             | 1.632                                       | 1.632                                       |
| 1829 | 1829                                        |                                             | 2.005                                       | 2.005                                       |
| 1834 | 1834                                        |                                             | 1.978                                       | 1.978                                       |
| 1840 | 1840                                        |                                             | 2.049                                       | 2.049                                       |
| 1846 | 1846                                        |                                             | 2.202                                       | 2.202                                       |
| 1852 | 1852                                        |                                             | 2.413                                       | 2.413                                       |
| 1858 | 1858                                        |                                             | 2.326                                       | 2.326                                       |
| 1864 | 1864                                        |                                             | 2.129                                       | 2.129                                       |
| 1871 | 1871                                        |                                             | 2.012                                       | 2.012                                       |
| 1875 | 1875                                        |                                             | 1.951                                       | 1.951                                       |
| 1885 | 1885                                        |                                             | 2.010                                       | 2.010                                       |
| 1895 | 1895                                        |                                             | 1.940                                       | 1.940                                       |
| 1905 | 1905                                        |                                             | 2.099                                       | 2.099                                       |
| 1910 | 1910                                        |                                             | 2.204                                       | 2.204                                       |
| 1925 | 1925                                        |                                             | 2.381                                       | 2.381                                       |
| 1939 | 1939                                        |                                             | 2.332                                       | 2.332                                       |
| 1946 | 1946                                        |                                             | 3.598                                       | 3.598                                       |
| 1950 | 1950                                        |                                             | 3.611                                       | 3.611                                       |
| 1956 | 1956                                        |                                             | 3.434                                       | 3.434                                       |
| 1961 | 1961                                        |                                             | 3.659                                       | 3.659                                       |
| 1967 | 1967                                        |                                             | 3.701                                       | 3.701                                       |
| 1970 | 1970                                        |                                             | 7.842                                       | 7.842                                       |
| 1972 | 1972                                        |                                             | 9.793                                       | 9.793                                       |
| 1975 | 1975                                        |                                             | 9.779                                       | 9.779                                       |
| 1980 | 1980                                        |                                             | 9.597                                       | 9.597                                       |
| 1985 | 1985                                        |                                             | 9.643                                       | 9.643                                       |
| 1990 | 1990                                        |                                             | 10.907                                      | 10.907                                      |
| 1995 | 1995                                        |                                             | 11.709                                      | 11.709                                      |
| 2000 | 2000                                        |                                             | 11.479                                      | 11.479                                      |
| 2005 | 2005                                        |                                             | 11.426                                      | 11.426                                      |
| 2010 | 2010                                        |                                             | 10.802                                      | 10.802                                      |
| 2011 | 2011                                        |                                             | 10.366                                      | 10.366                                      |
| 2015 | 2015                                        |                                             | 10.126                                      | 10.126                                      |
| 2020 | 2020                                        |                                             | 10.384                                      | 10.384                                      |
| Datenquelle: Historisches Gemeindeverzeichnis für Hessen: Die Bevölkerung der Gemeinden 1834 bis 1967. Wiesbaden: Hessisches Statistisches Landesamt, 1968. Weitere Quellen: ; 1972:; ab 1975:; Zensus 2011 Ab 1970 einschließlich der im Zuge der Gebietsreform in Hessen eingegliederten Orte. |                                             |                                             |                                             |                                             |

### Religionszugehörigkeit
| • 1829: | 1828 evangelische (= 93,82 %), 127 jüdische (= 6,18 %) Einwohner                                                           |
| • 1961: | 2718 evangelische (= 74,28 %), 817 katholische (= 22,33 %) Einwohner                                                       |
| • 1987: | 8013 evangelische (= 81,9 %), 1185 katholische (= 12,1 %), 592 sonstige (= 6,0 %) Einwohner                                |
| • 2011: | 7160 evangelische (= 70,0 %), 1530 katholische (= 15,0 %), 140 andersgläubig (= 1,4 %), 1250 sonstige (= 12,2 %) Einwohner |

## Politik

### Stadtverordnetenversammlung
Die Kommunalwahl am 14. März 2021 lieferte folgendes Ergebnis, in Vergleich gesetzt zu früheren Kommunalwahlen:
| Sitzverteilung in der Stadtverordnetenversammlung 2021Insgesamt 37 Sitze - SPD: 13 - Grüne: 5 - FDP: 3 - CDU: 12 - FW: 3 - AfD: 1 | Parteien und Wählergemeinschaften | Parteien und Wählergemeinschaften           | % 2021 | Sitze 2021 | % 2016 | Sitze 2016 | % 2011 | Sitze 2011 | % 2006 | Sitze 2006 | % 2001 | 'Sitze 2001 |
| Sitzverteilung in der Stadtverordnetenversammlung 2021Insgesamt 37 Sitze - SPD: 13 - Grüne: 5 - FDP: 3 - CDU: 12 - FW: 3 - AfD: 1 | SPD                               | Sozialdemokratische Partei Deutschlands     | 36,1   | 13         | 42,9   | 16         | 47,1   | 17         | 47,5   | 18         | 50,0   | 18          |
| Sitzverteilung in der Stadtverordnetenversammlung 2021Insgesamt 37 Sitze - SPD: 13 - Grüne: 5 - FDP: 3 - CDU: 12 - FW: 3 - AfD: 1 | CDU                               | Christlich Demokratische Union Deutschlands | 31,5   | 12         | 33,9   | 13         | 35,7   | 13         | 36,3   | 13         | 32,0   | 12          |
| Sitzverteilung in der Stadtverordnetenversammlung 2021Insgesamt 37 Sitze - SPD: 13 - Grüne: 5 - FDP: 3 - CDU: 12 - FW: 3 - AfD: 1 | FDP                               | Freie Demokratische Partei                  | 6,6    | 3          | 9,6    | 3          | 9,3    | 4          | 9,4    | 3          | 10,9   | 4           |
| Sitzverteilung in der Stadtverordnetenversammlung 2021Insgesamt 37 Sitze - SPD: 13 - Grüne: 5 - FDP: 3 - CDU: 12 - FW: 3 - AfD: 1 | FW                                | Freie Wähler                                | 9,0    | 3          | 13,6   | 5          | 7,9    | 3          | 6,9    | 3          | 7,1    | 3           |
| Sitzverteilung in der Stadtverordnetenversammlung 2021Insgesamt 37 Sitze - SPD: 13 - Grüne: 5 - FDP: 3 - CDU: 12 - FW: 3 - AfD: 1 | GRÜNE                             | Bündnis 90/Die Grünen                       | 13,3   | 5          | –      | –          | –      | –          | –      | –          | –      | –           |
| Sitzverteilung in der Stadtverordnetenversammlung 2021Insgesamt 37 Sitze - SPD: 13 - Grüne: 5 - FDP: 3 - CDU: 12 - FW: 3 - AfD: 1 | AfD                               | Alternative für Deutschland                 | 3,5    | 1          | –      | –          | –      | –          | –      | –          | –      | –           |
| Sitzverteilung in der Stadtverordnetenversammlung 2021Insgesamt 37 Sitze - SPD: 13 - Grüne: 5 - FDP: 3 - CDU: 12 - FW: 3 - AfD: 1 | Gesamt                            | Gesamt                                      | 100    | 37         | 100    | 37         | 100    | 37         | 100    | 37         | 100    | 37          |
| Sitzverteilung in der Stadtverordnetenversammlung 2021Insgesamt 37 Sitze - SPD: 13 - Grüne: 5 - FDP: 3 - CDU: 12 - FW: 3 - AfD: 1 | Wahlbeteiligung                   | Wahlbeteiligung                             | 52,7 % | 52,7 %     | 49,4 % | 49,4 %     | 47,0 % | 47,0 %     | 47,9 % | 47,9 %     | 54,1 % | 54,1 %      |

### Bürgermeister
Nach der hessischen Kommunalverfassung wird der Bürgermeister für eine sechsjährige Amtszeit gewählt, seit dem Jahr 1993 in einer Direktwahl, und ist Vorsitzender des Magistrats, dem in der Stadt Schotten neben dem Bürgermeister ehrenamtlich ein Erster Stadtrat und sieben weitere Stadträte angehören. Bürgermeister ist seit dem 16. März 2024 der parteiunabhängige Benjamin Göbl. Er wurde als Nachfolger von Susanne Schaab (SPD), die nach drei Amtszeiten nicht wieder kandidiert hatte, am 8. Oktober 2023 im ersten Wahlgang bei 65,32 Prozent Wahlbeteiligung mit 76,89 Prozent der Stimmen gewählt.
Amtszeiten der Bürgermeister
- 2024–2030 Benjamin Göbl[43]
- 2006–2024 Susanne Schaab (SPD)[44]
- 1988–2006 Hans Otto Zimmermann (SPD)[48]

### Ortsbeiräte
Für alle Stadtteile besteht je ein Ortsbezirk mit Ortsbeirat und Ortsvorsteher nach Maßgabe der §§ 81 und 82 HGO und des Kommunalwahlgesetzes in der jeweils gültigen Fassung.
Die Ortsbezirke sind durch die Gemarkungen der Stadtteile abgegrenzt und bestehen aus neun Mitgliedern.
Deren Wahl erfolgt im Rahmen der Kommunalwahlen. Der Ortsbeirat wählt eines seiner Mitglieder zum Ortsvorsteher bzw. zur Ortsvorsteherin. Zur Zusammensetzung siehe die jeweiligen Stadtteile.

### Ortsbeirat Kernstadt Schotten
Bei den Kommunalwahlen in Hessen 2021 betrug die Wahlbeteiligung 39,67 %. Alle Kandidaten gehören der „Bürgerliste Kernstadt Schotten“ an. Der Ortsbeirat wählte Kurt Oesterling zum Ortsvorsteher.

### Wappen
Blasonierung: „In Blau ein von einer goldenen Kugel auffliegender rotbewehrter silberner Vogel.“
Das Wappen wurde der Stadt Schotten im damaligen Landkreis Büdingen zuletzt am 3. September 1962 durch den Hessischen Innenminister genehmigt. In seiner heutigen Form wurde es durch den Bad Nauheimer Heraldiker Heinz Ritt entworfen.
Der auf einem Berg sitzende Vogel symbolisiert wohl redend den Vogelsberg, wobei der Hügel in der Basis zeitweise auch als Ast dargestellt und 1962 durch eine Kugel ersetzt wurde.
Der Vogel, oft als Falke bezeichnet, hat seinen Ursprung auch in einer Sage, die über die Stadtgründung existiert. Weiter war er Bestandteil des Wappens von Lukarde von Eppstein, der Stifterin der Stadtkirche, deren Wappen über einem Portal steht.
Obwohl Schotten bereits 1354 die Stadtrechte erhielt, stammen die ältesten bekannten Siegel der Stadt aus dem 16. Jahrhundert.
Die Stadt führt keine offizielle Flagge. Lokal wird aber eine blau-weiße oder eine mit dem Wappen belegte blau-weiß-blaue Fahne verwendet.

### Städtepartnerschaften
Schotten unterhält folgende Städtepartnerschaften:
- Arco in Italien, seit 1960
- Beloeil-Quevaucamps in Belgien, seit 1963
- Crosne (Département Essonne) in Frankreich, seit 1963
- Rýmařov in Tschechien, seit 1996
- Maybole (South Ayrshire) im Vereinigten Königreich, seit 2000

Des Weiteren bestehen Städtefreundschaften mit Bogen (Bayern), Elmshorn (Schleswig-Holstein) und Ozimek (Polen).

## Religion
Evangelisch

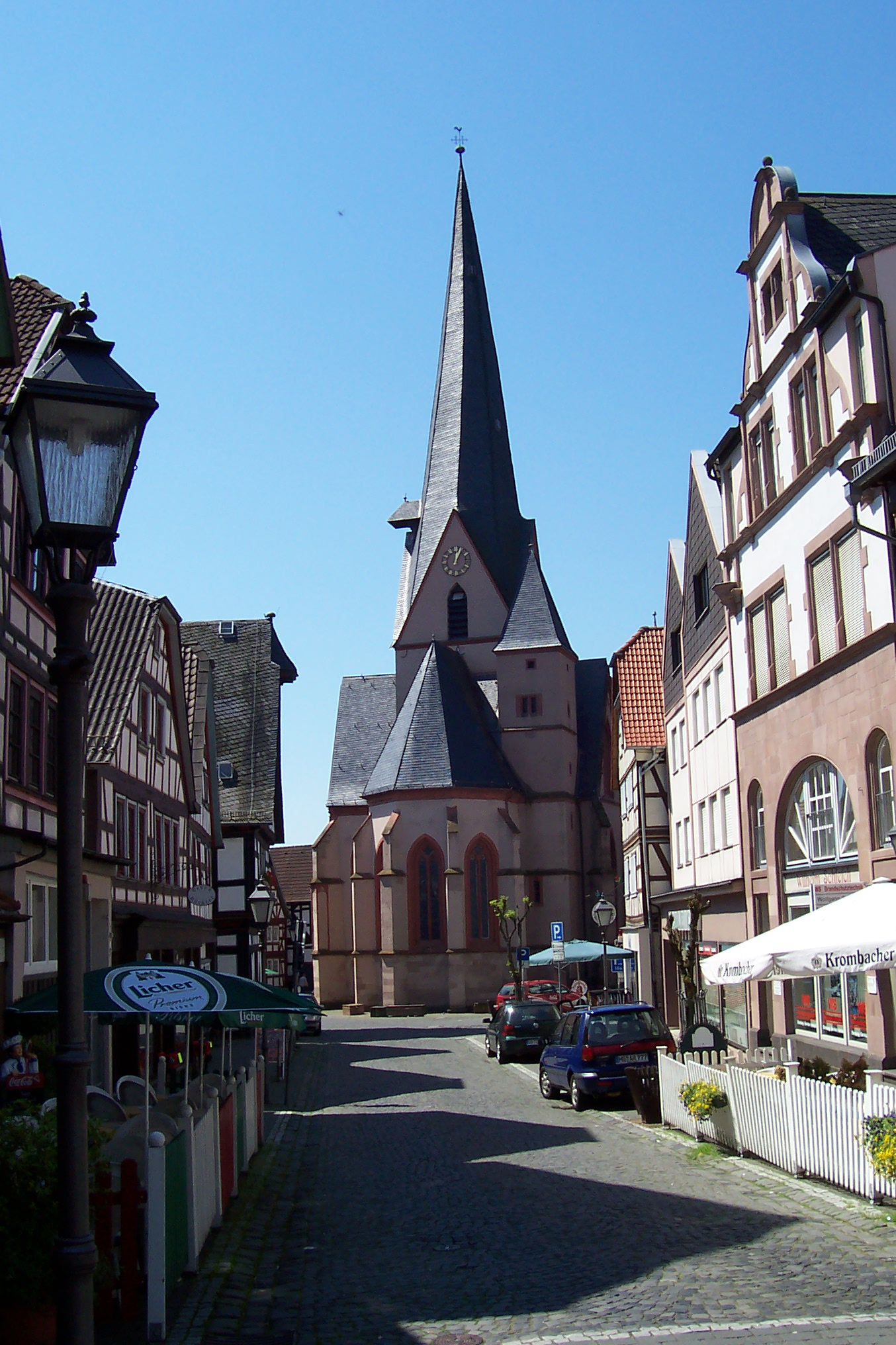
Evangelische Liebfrauenkirche

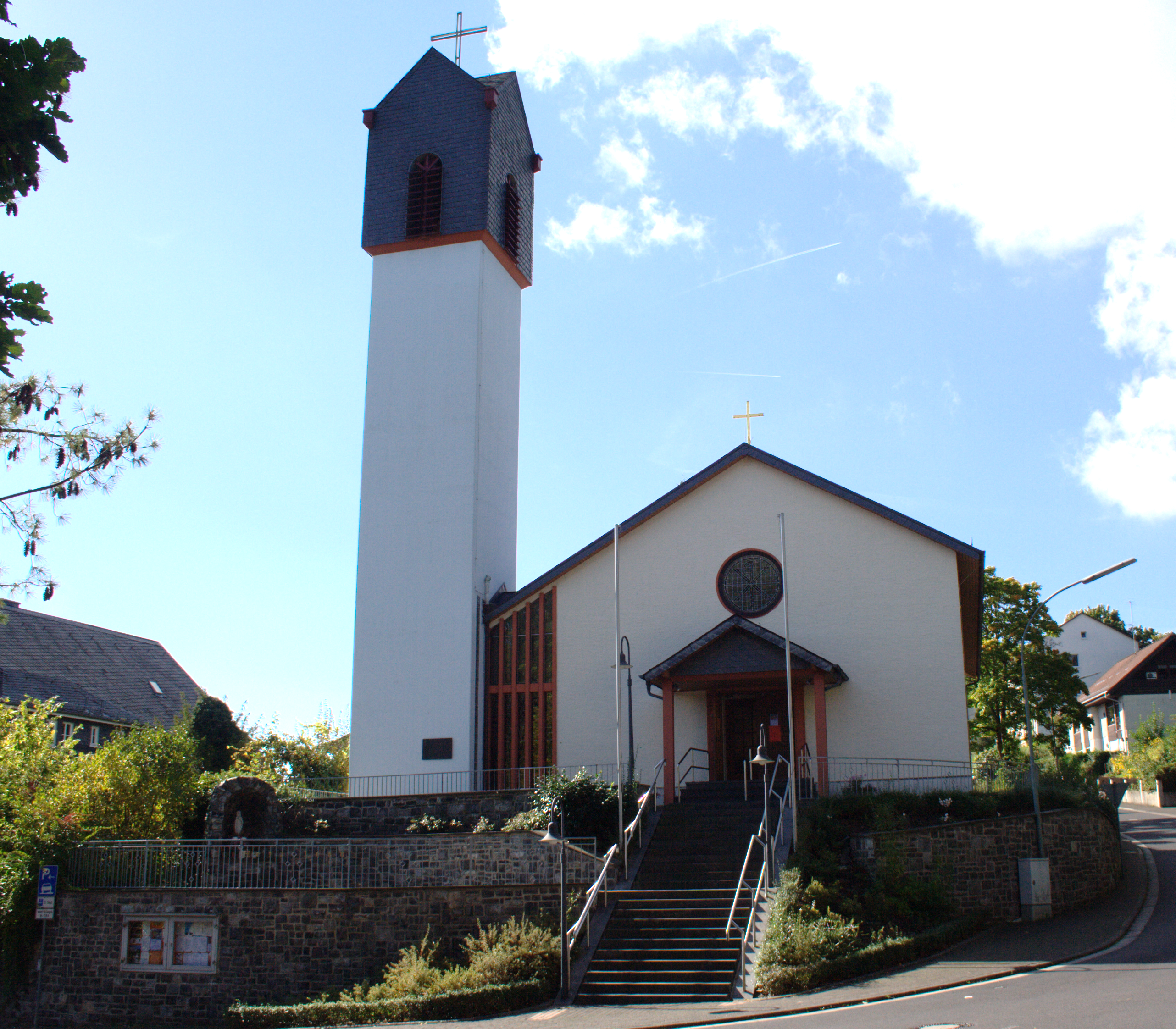
Katholische Herz-Jesu-Kirche

In Schotten steht die Evangelisch-lutherische Liebfrauenkirche von 1350 unübersehbar in der Marktstraße.
Katholisch
Die Katholische Pfarrkirche Herz Jesu und das Pfarramt befinden sich in der Lohgasse 6 in Schotten.
Rund 429 Jahre nach der Reformation kam wieder katholisches Leben nach Schotten.
Durch die Vertreibung aus den Ostgebieten in der Nachkriegszeit  nach dem Zweiten Weltkrieg kamen über 2000 Katholiken nach Schotten. Die Pfarrei Herz Jesu wurde 1946 neu gegründet. 1952 wurde die Herz Jesu Kirche durch den Mainzer Bischof Albert Stohr eingeweiht.
Heute gehören zur Pfarrei die Ortsteile Betzenrod, Breungeshain, Busenborn, Einartshausen, Eschenrod, Eichelsachsen, Götzen, Michelbach, Rainrod, Rudingshain, Schotten und Wingershausen. Zusammen mit Gedern bildet Schotten einen Pfarreienverbund im Dekanat Wetterau-Ost.
Durch die Diasporasituation der Katholischen Kirche im Vogelsberg sind die nächsten kath. Kirchen 15–25 km entfernt: Nidda, Laubach, Herbstein, Lauterbach, Grebenhain und Gedern.
Zur Pfarrei Herz Jesu gehört der höchste Punkt im Bistum Mainz, der 773 m hohe Taufstein (Vogelsberg), wo Bonifatius getauft haben soll.

## Kultur und Sehenswürdigkeiten

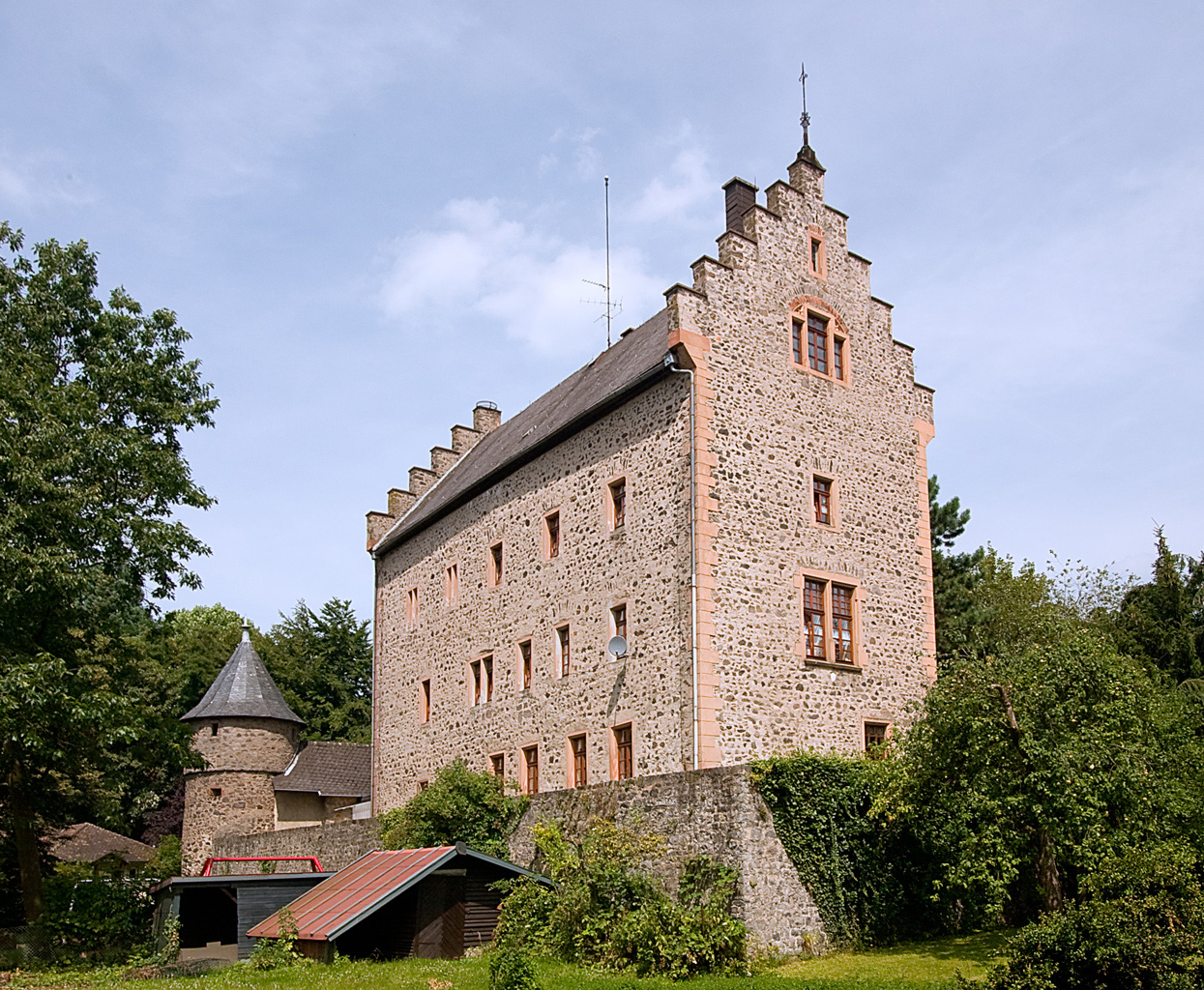
Eppsteiner Schloss

Für die unter Denkmalschutz stehenden Kulturdenkmäler der Stadt siehe die Liste der Kulturdenkmäler in Schotten.

### Bauwerke
In der Altstadt kann man die gotische Liebfrauenkirche mit dem Marienaltar besichtigen. Der Flügelaltar entstand um 1385, geschaffen von einem unbekannten Maler. Das nahe gelegene alte Rathaus ist ein imposanter Fachwerkbau aus dem Jahr 1512; die letzte Renovierung dieses historischen Gebäudes erfolgte 1984–1987 im Rahmen der Altstadtsanierung.
Der ehemalige Amtssitz der Herren von Eppstein ist das sogenannte Eppsteiner Schloss.
Alteburg (Schotten)

### Naturdenkmale
- Riesenmammutbaum bei Schotten
- Götzener Linde am Ortsrand von Götzen

### Regelmäßige Veranstaltungen
Im Motorsport ist der Ort durch den Schottenring über die Grenzen Deutschlands hinaus bekannt. Dort wurde 1953 der Große Preis von Deutschland für Motorräder ausgetragen, der zur Motorrad-Weltmeisterschaft zählte. Das Rennen Rund um Schotten wurde 1925 erstmals vom Motorsportclub Schotten MSC ausgetragen und findet seit 1988 als Veteranenrennen jährlich im August statt. Der Verein feiert im Jahr 2025 sein 100-jähriges Bestehen. Jedes Jahr an Pfingsten findet am lokalen Motorradtreff Falltorhaus das viertägige Motorradanhängertreffen statt.

### Freizeit und Sportmöglichkeiten
- Die Historische Altstadt, Niddastausee und Hoherodskopf sind beliebte Ausflugsziele.
- Die beiden größten Sportvereine im Kernort Schotten sind der Turn- und Gesangverein 1859 e. V. sowie der S. V. Blau Weiß Schotten e. V.
- Vogelpark Schotten
- Segelfluggelände Schotten in unmittelbarer Umgebung. Hier sind Rundflüge und eine Ausbildung zum Piloten möglich. Es wird Segelflug und Ultraleichtflug angeboten. Im Stadtteil Breungeshain befindet sich das zweite Segelfluggelände Hoherodskopf.
- In Schotten haben sowohl der Naturpark Vulkanregion Vogelsberg als auch der Geopark Vulkanregion Vogelsberg ihren Sitz.
- Vogelsberger Heimatmuseum, gegr. am 2. März 1937 mit finanzieller Hilfe der Weber-Pröscher-Stiftung[53]
- Seit Juni 2017 zeigt das Vulkaneum diverse Exponate zum Thema Vulkanismus im Vogelsberg, darunter Trachyte und Tuff. Ebenso gibt es interaktive Stationen zur Geschichte des Vulkangebiets und zum Klima.[54]

## Wirtschaft und Infrastruktur

### Flächennutzung
Das Stadtgebiet (Kernstadt und Stadtteile) umfasst eine Gesamtfläche von 13.356 Hektar, davon entfallen in ha auf:
| Nutzungsart             | Nutzungsart             | 2011  | 2015  |
| ----------------------- | ----------------------- | ----- | ----- |
| Gebäude- und Freifläche | Gebäude- und Freifläche | 469   | 472   |
| davon                   | Wohnen                  | 273   | 264   |
|                         | Gewerbe                 | 16    | 18    |
| Betriebsfläche          | Betriebsfläche          | 18    | 19    |
| davon                   | Abbauland               | 5     | 5     |
| Erholungsfläche         | Erholungsfläche         | 82    | 81    |
| davon                   | Grünanlage              | 18    | 17    |
| Verkehrsfläche          | Verkehrsfläche          | 1.014 | 1.016 |
| Landwirtschaftsfläche   | Landwirtschaftsfläche   | 5.843 | 5.840 |
| davon                   | Moor                    | 0     | 0     |
|                         | Heide                   | 0     | 0     |
| Waldfläche              | Waldfläche              | 5.644 | 5.647 |
| Wasserfläche            | Wasserfläche            | 229   | 227   |
| Sonstige Nutzung        | Sonstige Nutzung        | 57    | 57    |

### Arbeitsplätze
Größter Arbeitgeber im Ort ist die Schottener Soziale Dienste gGmbH.

### Verkehr
Die Bundesstraßen 455 und 276 führen durch die Stadt. Die nächsten Autobahnen sind die A 5 und die A 45.
Schotten war Endstation der Bahnstrecke Beienheim–Schotten. Der Abschnitt Nidda–Schotten ist stillgelegt.

### Bildung
Es gibt drei Schulen in Schotten.
- Grundschule Schotten (Vogelsbergstraße 137); hier geht es bis zur 4. Klasse. Die Schule steht neben der Stadtbücherei.
- Digmudis Schule[55] bei der Grundschule; eine Förderschule zum Erreichen des Hauptschulabschlusses.
- Vogelsbergschule Schotten[56] (Lindenweg 19); eine Gesamtschule mit Gymnasium, Real- und Hauptschule.

## Söhne und Töchter der Stadt
- Conrad Linker (1572–1657), Stadtschultheiß und Bürgermeister in Marburg
- Johann Burckard Rosler (1643–1708), Kanzler und Konsistorialpräsident von Sachsen-Coburg und Kirchenlieddichter
- Samuel Schotten (1644–1719), Rabbiner
- Johann Ernst Christian Schmidt (1772–1831), im Ortsteil Busenborn geborener evangelischer Theologe, Hochschullehrer und Abgeordneter
- Otto Müller (1816–1894), Bibliothekar, Redakteur, Herausgeber und Schriftsteller
- Rudolf Fendt (1826–1877), Freiheitskämpfer 1848er/Student/Zeitungsverleger/Journalist; in Schotten ist eine Straße nach ihm benannt.
- Eduard Kreyßig (1830–1897), Stadtbaumeister von Mainz
- Karl Theobald Schönfeld (1836–1917), Kreisdirektor des Kreises Schotten und Ehrenbürger der Stadt Schotten
- Julius Lehr (1845–1894), Forstwissenschaftler und Nationalökonom
- Theodor Melior (1853–1940), Offizier, zuletzt General der Infanterie
- Friedrich Bindewald (1862 - 1940), in Busenborn geborener Kunstmaler der Düsseldorfer Schule und Mitglied des Deutschen Reichstags
- Hugo Kaufmann (1868–1919), Bildhauer und Medailleur
- Heinrich Arcularius (1893–1968), Tierarzt und Professor für Tierzucht
- Wilhelm Gontrum (1910–1969), Politiker (CDU), MdB
- Hans Stock (* 1927), Studiendirektor und Künstler, 1. Ehrenbürger der Stadt Schotten[57]
- Harald Schäfer (1931–2001), Regisseur der Augsburger Puppenkiste, geboren in Burkhards
- Dieter Magnus (1937–2023), Filmemacher und Umweltkünstler
- Adolf Weber (1938–2019), Botaniker und Hochschullehrer, Institutsdirektor an der Universität Hamburg, Moderator des Umweltmagazins In Sachen Natur, geboren in Burkhards, aufgewachsen in Eschenrod[58]
- Elsemarie Maletzke (* 1947), Schriftstellerin und Journalistin
- Holger Kreitling (* 1964), Journalist
- Sabine Appel (* 1967), Germanistin und Autorin
- Andrea Bender (* 1972), Malerin
- Martin Schatke (* 1977), Hörspiel-, Lyrik- und Schulbuch-Autor
- Andrea Schneider (* 1985), Schauspielerin
- Katharina Kleinfeldt (* 1993), Fernsehmoderatorin und Sportjournalistin
- Max Gottwald (* 2000), Fußballspieler